# Гурьянов, Данил Валерьевич
Данил Гурьянов (13 июня 1977, Завитинск, Амурской области) — российский прозаик, драматург и сценарист.

## Творчество
- Первая публикация — в 1997 году, в молодёжном литературном журнале «Странник», — сборник повествований «Несколько женщин зимой». Цикл вошёл в список лучших публикаций журнала за 1997 год. Содержание:
  - рассказ «Наслаждайтесь чужим счастьем»,
  - рассказ «Змея на морозе»,
  - повесть «Любовь языком иносказаний»,
  - рассказ «Жизнь богатая лишь сновидениями»,
  - рассказ «Снегурочка».
- В 1999 и 2000 гг. — лауреат литературной молодёжной премии Республики Мордовия им. А. Н. Терентьева.
- В 2000 г. принят в Союз журналистов России.
- В 2001 г. ГТРК «Мордовия» записывает радиоспектакль «Белые птицы нежности» по пьесе Данила Гурьянова. В главных ролях ведущие актрисы русского драмтеатра РМ Любовь Денисова и Зинаида Кириллова. Режиссёр-постановщик — Александр Челышев.
- В 2001 г. участвует в первом Форуме молодых писателей в Липках (семинар М. М. Рощина и Н. И. Мирошниченко).
- В 2002 г. — лауреат республиканского конкурса «Рождественская звезда» (г. Саранск) за рассказ «Плохие кузнецы», Всероссийского конкурса драматургов «Долг. Честь. Достоинство» за пьесу «Штабное деревце счастья». Пьеса опубликована в журнале «Современная драматургия» (2002 г.).
- В 2002 г. участвует с пьесой «Запах лёгкого загара» в драматургических семинарах — в Чебоксарах, Тарусе и Санкт-Петербурге, в работе Второго Форума молодых писателей в Липках.
- В 2003 г. — лауреат драматургических конкурсов: «Евразия», «Хрустальная роза Виктора Розова» и «Долг. Честь. Достоинство» (второй раз).
- Вошёл в число лучших авторов журнала «Урал» по итогам 2003 г. за повесть «Глупая улитка».
- В 2003 г. принят в Союз театральных деятелей РФ.
- В 2004 г. принят в Союз писателей Москвы по итогам Пятого Совещания молодых писателей в Переделкине.
- В 2005 г. по сценарию Данила Гурьянова «Возвращение женщины» снят 4-серийный фильм «Ты — это я». В основе — идея Вадима Зеликовского о русской туристке в Германии, которой делают операцию по немецкой страховке сестры-близнеца. Данил Гурьянов развил эту историю. «Немецкая» сестра — телезвезда, которая теряет всё и, ожесточённая, возвращается в Россию мстить, но обнаруживает, что люди, которых она считала врагами, не меньшие жертвы и нуждаются в её помощи. Это история о прощении и о возвращении к себе. Сериал снят кинокомпанией «Ментор Синема», режиссёр-постановщик — Евгений Соколов. В ролях — Алёна Ивченко, Владислав Галкин, Дмитрий Дюжев, Людмила Дмитриева, Валентина Шарыкина, Анна Мишина, Анна Зойберт, Инна Франскевич, Ирина Лосева, Валерий Прохоров, Геннадий Венгеров. Автор музыки к фильму — Луиджи Тонэт. Премьерный показ: Первый канал, 6–7 марта 2007 года.
- Первая постановка пьесы «Запах лёгкого загара» осуществлена в 2005 году, в Дзержинском театре драмы (режиссёр-постановщик — Аман Кулиев). Последующие постановки: Тверской академический театр драмы, Государственный русский драматический театр им. В. Г. Короленко (г. Ижевск), театр «Самарская площадь» (г. Самара), Армавирский театр драмы и комедии, Стерлитамакский государственный башкирский драматический театр, народный театр «Чудак» (г. Ангарск), народный театр «Эксмпромт» (г. Нижнеудинск), народные театры Смоленска и Рязанской области.
- В 2007 г. пьеса «Запах лёгкого загара» поставлена Романом Виктюком. Спектакль — копродукция Театра Романа Виктюка и продюсерской группы МК-ЯН. Постановка отсылает к знаменитому спектаклю Романа Виктюка «Уроки музыки» по пьесе Людмилы Петрушевской. В главных ролях актёры, игравшие в «Уроках музыки»: Галина Стаханова и Юрий Горин.
- В 2007 г. в журнале «Урал» опубликована повесть Данила Гурьянова «Убийственная овца» — о похождениях эксцентричной героини Снежаны Мужикян-Придейн.
- В 2009 г. в издательстве «ОЛМА Медиа Групп» выходит книга Данила Гурьянова «Запах лёгкого загара». Помимо одноимённой пьесы в книгу включена повесть «Глупая улитка», а также рассказы:
  - «Один раз на сто лет»,
  - «Золушка»,
  - «Чужое место»,
  - «Туда и обратно»,
  - «Поцелуй в кулаке»,
  - «Фотосалон „Мирей“»,
  - «Женщина в „Полёте“»,
  - «Тайна смуглой актрисы»,
  - «Забытый любовник»,
  - «Величайшие страдания космических посланниц»,
  - «Летающие собаки»,
  - «Снегурочка».
- В 2012 г. Роман Виктюк поставил в Московском академическом театре сатиры спектакль «Реквием по Радамесу» по одноимённой пьесе Альдо Николаи. Главные роли в спектакле исполнили Ольга Аросева, Елена Образцова, Вера Васильева и Ольга Волкова. Автор сценической версии пьесы — Данил Гурьянов.
- В 2015 году пьеса «Вагон счастья» поставлена в Молодёжном драматическом театре г. Тольятти и в Альтернативном Театре-студии драмы «Дари Дар» (г. Сарапул).
- Рассказ «Диктатор и сумасшедшая» опубликован в 2015 году в журнале «Сноб», а также в коллективном сборнике, посвящённом Майе Плисецкой, «Майя и другие» («Редакция Елены Шубиной»).
- Монопьеса «Хромая клоунесса» поставлена Театральной компанией «274» (274 Theatre Company) в Лондоне, Великобритания. Название спектакля – The Broken Clowness. Режиссёр-постановщик – Константин Каменский (Konstantin Kamenski). В главной роли – Саша Алексис (Sasha Alexis). Премьера состоялась 1 сентября 2021 года на фестивале фриндж-театров в Лахти, Финляндия (Lahti Fringe Festival).